# Яйцеклад

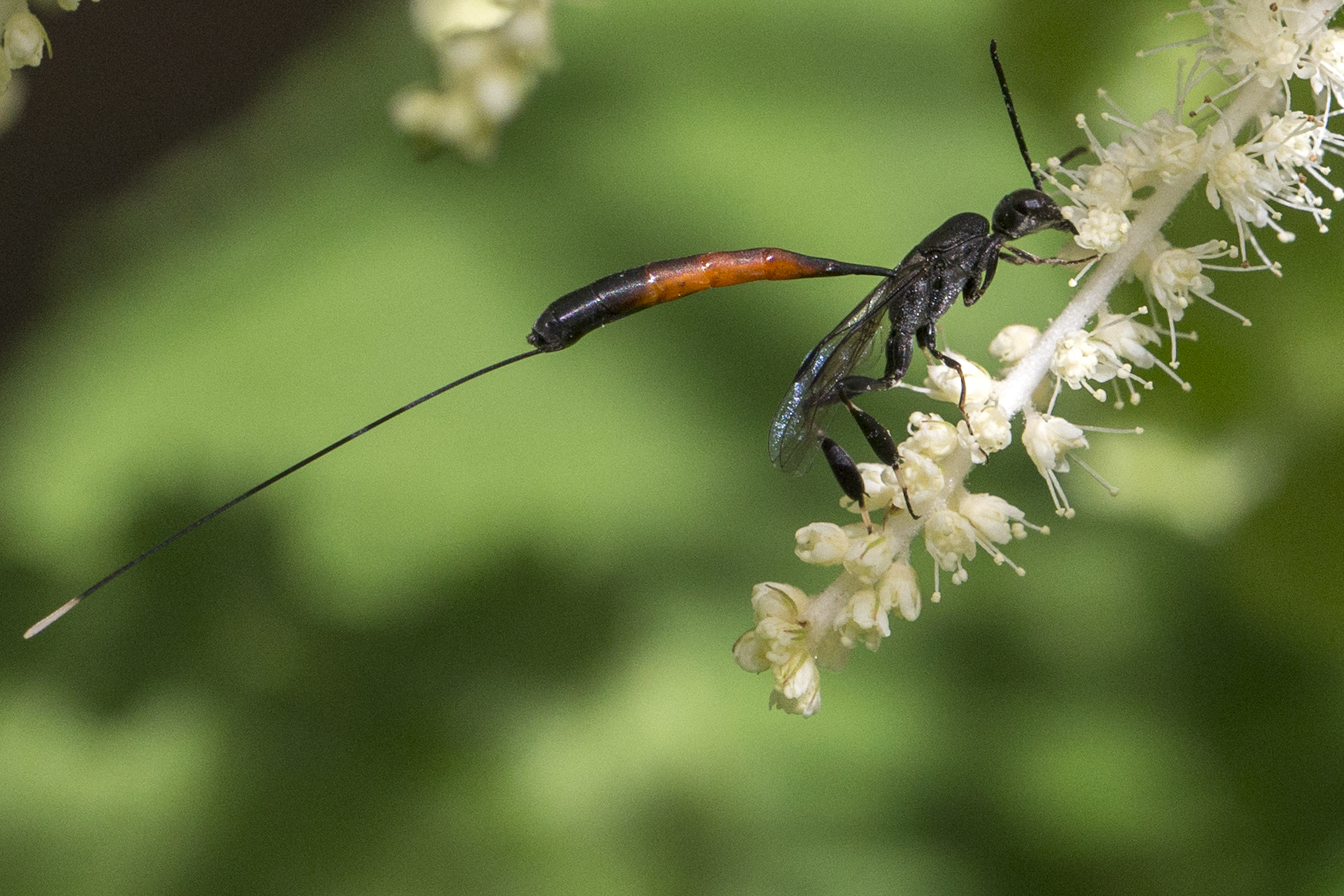
Самиця їздця Gasteruption jaculator (Ichneumonidae). Як бачите, яйцеклад у їздців може бути довшим за їх тіло. Польща, 2013.

Яйцеклад — орган деяких комах для відкладання яєць. Він транспортує яйце на потрібне місце, звичайно — всередину якогось субстрату.

## Будова і функціонування
Яйцеклад розташований на двох останніх (задніх) члениках черевця — восьмому і дев'ятому. Він виник в ході еволюції із видозмінених кінцівок цих члеників. Якщо не брати до уваги дрібні деталі, яйцеклад крилатих комах складається з трьох пар видовжених стулок. Перша їх пара (верхні стулки) відходить від двох платівок восьмого членика. Від чотирьох платівок дев'ятого членика відходять пара зовнішніх і пара внутрішніх стулок. Прикладені одна до одної, верхні стулки звичайно утворюють футляр для решти стулок.

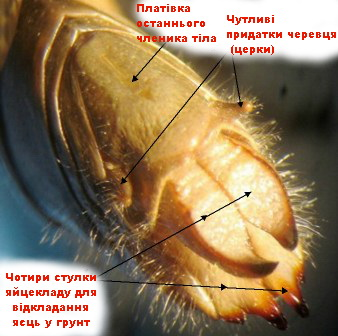
Задній кінець тіла самки сарани. Стулками яйцекладу комаха розгрібає і ущільнює землю, утворюючи видовжену порожнину. У неї вона відкладає пакет яєць

У спокої друга й третя пари стулок звичайно вкладені в той футляр. А під час відкладання яйця дві стулки футляру розходяться, а притиснуті одна до одної зовнішні та внутрішні стулки утворюють зазублену на верхівці трубку. Злагоджені рухи стулок відбуваються за допомогою складної системи м'язів

## Яйцеклад у різних груп комах
Справжній яйцеклад мають щетинкохвості, перетинчастокрилі, верблюдки, прямокрилі, богомоли, паличники, сіноїди, деякі бабки і трипси, значна частина напівтвердокрилих (клопів) і рівнокрилих.
Цикади й пильщики використовують яйцеклад для відкладання яєць всередину листків і стебел. коникам і цвіркунам яйцеклад допомагає відкласти яйце в ґрунт і в рослини. При цьому у цвіркунів стулки рухаються вперед-назад стосовно одна одної. Це, ймовірно, допомагає проштовхувати яйце назовні. Ось як описують механізм відкладання яйця самицею бананового цвіркуна:
 «…цвіркун може перед відкладанням тримати яйце на кінчику яйцеклада, наче у дзьобі. Перед відкладання комаха енергійно очищує обрану ділянку ґрунту від камінців тощо, підносить задній кінець тіла, встановлює яйцеклад під кутом 45° до поверхні ґрунту і встромлює його на всю довжину у ґрунт. Уведення у м'який ґрунт займає близько хвилини. Стулки при цьому виконують у швидкому темпі зустрічні рухи <…> Коли яйце відкладене, яйцеклад витягається, причому комаха робить декілька коротких поштовхів вниз, очевидно, закопуючи канал, що утворився у ґрунті». 
Сарана яйцекладом прокопує у ґрунті хід: одні стулки розгрібають землю, інші віджимають її у боки. При цьому черевце сильно розтягується, стаючи інколи ледь не вдвічі довше тіла. У тарганів яйцеклад увесь знаходиться всередині черевця і бере там участь у формуванні яйцевого кокона. Періодичні цикади, прорізавши отвір у гілці, виймають яйцеклад, знову уводять його туди. Внаслідок цього в деревині утворюється хід з двома камерами обабіч нього. В кожну цикада відкладає групу яєць.
Бабкам яйцеклад забезпечує відкладання яєць в підводні стебла рослин і просто у воду. Наприклад, бабки з роду Cordulegaster при цьому зависають у повітрі у вертикальному положенні над дрібним ручаєм, занурюють у воду вершину черевця, стулки яйцекладу проникають поміж камінчиками, і яйце опиняється попід ними.

## Відкладання яєць у перетинчастокрилих
Яйцеклад пильщиків з роду Cimbex діє як пилка й терпуг. Рогохвости пропилюють яйцекладом у деревині тунель довжиною до 2 см для 3-4 яєць. Коли самиця готує його, її черевце згинається під кутом 90° до передньої частини тіла. Невеличкий вершник Apocryta westwoodi grandi (родина Птеромаліди) відкладає яйця у зеленкуваті плоди інжиру, де вже живуть личинки інших комах — здобич для личинок їздця. Його яйцеклад малесенький — 7-8 мм у довжину і такий тонкий, що непомітний оку (0,015 мм). Дослідження виявило, що це досить складна структура. Стулки футляру мають зовні дрібнесенькі ямки, які дозволяють яйцекладові згинатися, не пошкоджуючись. На кінчику є чутливі волоски, що дозволяють вдало обрати місце для «буріння». А зубці на кінчику збагачені цинком, і це підвищує їх твердість і стійкість до стирання. За твердістю вони майже не поступаються акриловому цементові, з якого стоматологи  виготовляють штучні зуби.
 Паразитичні перетинчастокрилі-їздці відкладають яйця в тіло тварини-господаря. Для цього вони яйцекладом проколюють її покриви, і яйце опиняється всередині жертви. Коли ж вона знаходиться, наприклад, у суцвітті, деревині, в іншій тварині, самиця проколює і цей субстрат. У багатьох їздців іхневмонід яйцеклад може бути дуже довгим, у декілька разів довшим, ніж тулуб. Вони відкладають яйця в тіло личинок і лялечок, котрі мешкають всередині рослин. Довжелезний яйцеклад допомагає улучити у жертву, що ховається під чималою товщею.

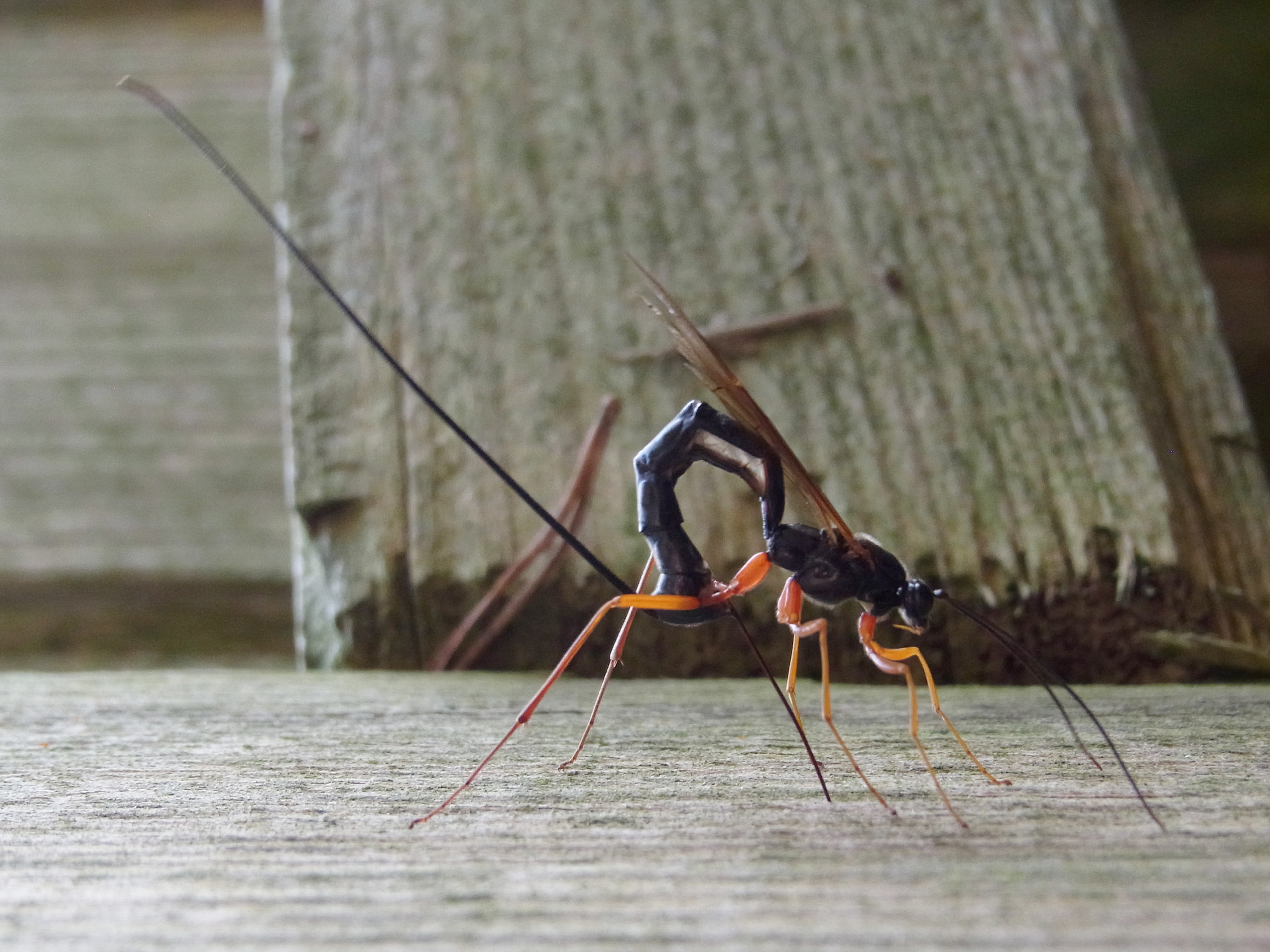
Наїзник ефіальт-імператор (Dolichomitus imperator)

Найяскравіший приклад — дії їздців з роду  Megarhyssa, що паразитують на личинках рогохвостів і жуків-вусачів, або вершника ефіальта-імператора (Dolichomitus imperator) — паразита вусачів та жуків-златок. Постукуючи вусиками  по стовбуру дерева, комаха знаходить місце, попід яким мешкає личинка. Піднісши задній кінець тіла під великим кутом догори, самиця спирається кінцем яйцекладу у кору. Стулки-футляр розсуваються і підносяться вгору. Перші й другі ж стулки починають працювати. Комаха починає ходить навколо встромленого яйцеклада, і він відповідно обертається. Тобто, він діє не як пилка, а як свердло. Рухається комаха спочатку поволі, потім все швидше й швидше. При кожному кроці вона міцно вчіплюється ногами у кору, аби хоч трохи обернути «свердло». Деревина може бути досить твердою (скажімо, дуб). Попри це, за 3-4 хвилини увесь яйцеклад входить у її товщу.
У багатьох перетинчастокрилих (бджоли, оси, джмелі, деякі мурашки) яйцеклад в ході еволюції перетворився на жало.

## Несправжній яйцеклад
У багатьох комах несправжній яйцеклад. Це видовжені кінцеві членики черевця, з'єднані гнучкими кільцевими мембранами. Така структура здатна висуватися у вигляді короткої телескопічної трубки, розсувати поверхню пухкого або субстрату (наприклад, ґрунту) і спрямовувати яйце, куди треба. Часом такий яйцеклад допомагає відкласти яйце просто на якусь поверхню. Несправжній яйцеклад мають деякі лускокрилі (метелики), твердокрилі (жуки; наприклад,  хрущ травневий), двокрилі (мухи), скорпіонові мухи.
Деякі риби мають орган, аналогічний яйцекладу комах. Це видозмінений анальний плавець що перетворився на трубку. За її допомогою ці риби (наприклад, гірчак європейський) відкладають ікру у порожнину молюсків, де вона і розвивається.

## Яйцеклад у популярній культурі та техніці
- Автори фантастичних фільмів неодноразово експлуатували тему яйцеклада. У класичному бойовику «Чужі (фільм)» іншопланетян наділено органами, за допомогою яких ті транспортують свої зародки в тіла людей і вчиняють інші жахи. У японській стрічці «Гамера проти Джайгера» (1970) монстр використовує свій яйцеклад, щоби непомітно заразити протагоніста — кайдзю-черепаху своєю «личинкою». У британському фантастичному серіалі «Primeval» («Портал юрського періоду») фігурують величезні перетинчастокрилі мегоптери — одночасно хижаки й паразити, що через яйцеклад відкладають яйця у господарів. У науково-популярному фільмі Бібісі «Прогулянки з динозаврами» є сцена відкладання диплодоком яйця за допомогою яйцеклада. Останнє, попри наукові підґрунтя фільму, є цілковитою вигадкою авторів.

- Вивчення будови яйцекладу рогохвостів надихнуло вчених та інженерів на створення медичного зонда особливої конструкції. У цих комах дві гнучкі стулки для прорізання деревини зовні мають зубці, які спрямовані у протилежний рухові бік. Коли одна стулка робить у субстраті рух вперед, інша робить крок назад, її зубці розчепірюються і закріплюють її на місці. Потім вона робить крок уперед, а інша стулка закріплюється. Так вони, діючи почергово, пропилюють деревину з мінімальними витратами зусиль. Британські вчені й інженери сконструювали аналогічний наконечник для гнучкого мікрозонда. Дві його стулки рухає мініатюрний електромотор. Зонд здатний просуватися крізь живі тканини, спричиняючи їм мінімальні руйнування. Це особливо важливо при хірургічних операціях на головному мозку. Його можна використовувати, оперуючи кістки, м'язи. Медики вважають, що за допомогою такого зонду можна буде доставляти ліки безпосередньо до злоякісних пухлин[7].

## Галерея
|                                                                                            |
| У мормонських цвіркунів Anabrus simplex (Північна Америка) досить довгі й пласкі яйцеклади |

|                                                      |
| Яйцеклад коників-пилкохвостів нагадує зазублений меч |

|                                                                                  |
| Несправжній яйцеклад плодових мушок забезпечує відкладання яєць на стиглі фрукти |